# Fricadelle
La fricandelle (ou fricadelle,) est une préparation à base de viande cuisinée, spécialité des Pays-Bas historiques (Pays-Bas, Belgique, Luxembourg et Nord de la France). Au XXIe siècle, la fricadelle se présente généralement sous la forme de saucisses d'une quinzaine de centimètres de long. Elles sont souvent servies dans les friteries.
Ce « snack » traditionnel, aujourd'hui fabriqué industriellement, est composé de viande séparée mécaniquement de poulet, de restes de viande de porc et de cheval, de liants, d'épices, de chapelure pour la panure, d'exhausteurs de goût et d'autres additifs.

## Description

### Composition
Selon Jean de Gouy, cuisinier de Prosper-Louis d'Arenberg, la fricadelle est une version bourgeoise de la balleke. Le cuisinier la prépare en faisant une boulette de viande composée de porc, de veau, de pain, de lait et de muscade. La recette de Foucou en 1920 est composée de queues de filets et de contre-filets, de muscade et d'échalote.
La fricandelle a un apport moyen de 240 kilocalories pour 100 grammes.
Certains auteurs font la différence entre la fricadelle et la fricandelle : la fricadelle serait une boulette de viande, tandis que la fricandelle serait une préparation à base de viande en forme de saucisse,,. Pour d'autres, les deux désignent la même chose : la préparation en forme de saucisse,.
Les fricandelles sont traditionnellement cuites à l'huile dans une friteuse, mais peuvent aussi l'être à la poêle. Elles sont un des ingrédients de la mitraillette.
En Lorraine, c'est une tranche de foie de porc, entourée d'une crépine,.
En Allemagne, c'est l'ancêtre du hamburger qui se servait sur un petit pain (Brötchen) avec de la moutarde de Dijon. Le mot est attesté dans les livres de cuisine de langue allemande depuis 1692.

### Fricandelle industrielle
Selon Twan Jacobs, de l’entreprise néerlandaise de produits surgelés Beckers, la fricadelle est composée à 40 % de viande de poulet séparée mécaniquement des os après le désossage (chair restée accrochée à la carcasse). Ce produit perd tous ses bienfaits en protéines et en nutriments. Cette méthode mécanique est appelée VSM. D'autres viandes s'y mélangent comme le porc ou le cheval. Sont ajoutés l’eau, la chapelure, du liant, des épices, des oignons et surtout des exhausteurs de goût.
Chez l'industriel Mora, la liste des ingrédients est : 48 % de viande de poulet mécaniquement séparée, eau, 15 % de viande de porc, chapelure (froment), graisse de porc, oignon, sel, épices et condiments, dextrose, ail, sirop de glucose, émulsifiants : E450, E451, arôme naturel, maltodextrine, antioxydants : acide ascorbique, acide citrique, hydrolysat de protéine de froment, œuf. D'autres fabricants utilisent aussi de la peau de poulet.
Les viandes sont des restes, impossibles à valoriser sur un étal de boucherie.

### Versions végétariennes et végétaliennes
Plusieurs versions de fricadelles végétariennes ont été créées, comme celle de l'industriel Mora, qui contient de la structure de soja (eau, protéine de soja, protéine de blé, gluten de blé), de huile de tournesol, du blanc d’œuf de poules élevées en plein air, de l'huile de palme, de l'oignon, des fibres végétales, des émulsifiants (gomme de caroube, gomme xanthane, méthylcellulose), un arôme naturel, des épices, un amidon, un épaississant (algues Eucheuma transformées), de la dextrose, du sirop de glucose, de la maltodextrine, un colorant (E150d) et du sel,.
Il existe aussi des recettes végétaliennes qui utilisent, par exemple, du pain rassis, des champignons de Paris, de l'oignon, de l'ail, du lait végétal, de la farine, de l'huile, de la noix de muscade, du piment, du sel et du poivre.

### Étymologie
L'origine du mot est incertaine. Il pourrait venir du fricandeau de veau (du latin frigere « rôtir »), un mets composé d'une tranche de veau piqué au lard.
Dans le Dictionnaire des dictionnaires de 1837, « fricandelle » a pour glose : « en Belgique, boulette de viande hachée et cuite » et fricadèle a pour glose « fricandeau ».
Ce mot a été introduit dans le Petit Robert comme une expression belge en 2013. Le TLF fait remonter la première attestation en français à 1742. Le perkedel de l'indonésien a été emprunté pendant la période coloniale au néerlandais frikadel où il est attesté dans la graphie frickedelle depuis le XVIIe siècle.

### Accompagnement et variante
La viandelle est une fricandelle entourée d'une croûte croquante.
Elle se mange accompagnée de frites.

## Histoire
Au XIXe siècle, la cuisine bourgeoise accommode les restes.